# Gran Premio di superbike di Laguna Seca 2016
Il Gran Premio di Superbike di Laguna Seca 2016 è stata la nona prova su tredici del campionato mondiale Superbike 2016, è stato disputato il 9 e 10 luglio sul circuito di Laguna Seca e in gara 1 ha visto la vittoria di Jonathan Rea davanti a Tom Sykes e Nicky Hayden, la gara 2 è stata vinta da Tom Sykes che ha preceduto Davide Giugliano e Chaz Davies.
Gara 2 è stata interrotta con bandiera rossa dopo 4 giri e ripresa su una lunghezza di ulteriori 21 giri.
In questo gran premio non era prevista nessuna gara valevole per il campionato mondiale Supersport 2016.

## Risultati

### Gara 1

#### Arrivati al traguardo
| Pos. | Nº  | Pilota               | Squadra                 | Motocicletta       | Giri | Tempo     | Griglia | Punti |
| ---- | --- | -------------------- | ----------------------- | ------------------ | ---- | --------- | ------- | ----- |
| 1º   | 1   | Jonathan Rea         | Kawasaki Racing         | Kawasaki ZX-10R    | 25   | 35'18.180 | 2º      | 25    |
| 2º   | 66  | Tom Sykes            | Kawasaki Racing         | Kawasaki ZX-10R    | 25   | +0.819    | 1º      | 20    |
| 3º   | 69  | Nicky Hayden         | Honda World Superbike   | Honda CBR1000RR SP | 25   | +12.296   | 6º      | 16    |
| 4º   | 60  | Michael van der Mark | Honda World Superbike   | Honda CBR1000RR SP | 25   | +13.067   | 11º     | 13    |
| 5º   | 22  | Alex Lowes           | Pata Yamaha             | Yamaha YZF R1      | 25   | +13.335   | 10º     | 11    |
| 6º   | 32  | Lorenzo Savadori     | IodaRacing              | Aprilia RSV4 RF    | 25   | +13.816   | 8º      | 10    |
| 7º   | 12  | Javier Forés         | Barni Racing            | Ducati Panigale R  | 25   | +15.541   | 5º      | 9     |
| 8º   | 81  | Jordi Torres         | Althea BMW Racing       | BMW S1000 RR       | 25   | +15.838   | 7º      | 8     |
| 9º   | 15  | Alex De Angelis      | IodaRacing              | Aprilia RSV4 RF    | 25   | +19.999   | 13º     | 7     |
| 10º  | 59  | Niccolò Canepa       | Pata Yamaha             | Yamaha YZF R1      | 25   | +22.832   | 9º      | 6     |
| 11º  | 2   | Leon Camier          | MV Agusta Reparto Corse | MV Agusta 1000 F4  | 25   | +24.065   | 12º     | 5     |
| 12º  | 13  | Anthony West         | Pedercini Racing        | Kawasaki ZX-10R    | 25   | +28.902   | 14º     | 4     |
| 13º  | 25  | Joshua Brookes       | Milwaukee BMW           | BMW S1000 RR       | 25   | +39.957   | 15º     | 3     |
| 14º  | 17  | Karel Abraham        | Milwaukee BMW           | BMW S1000 RR       | 25   | +46.552   | 17º     | 2     |
| 15º  | 40  | Román Ramos          | Team GoEleven           | Kawasaki ZX-10R    | 25   | +55.791   | 16º     | 1     |
| 16º  | 9   | Dominic Schmitter    | Grillini Racing         | Kawasaki ZX-10R    | 25   | +59.021   | 19º     |       |
| 17º  | 56  | Péter Sebestyén      | Team Tóth               | Yamaha YZF R1      | 24   | +1 giro   | 22º     |       |
| 18º  | 119 | Paweł Szkopek        | Team Tóth               | Yamaha YZF R1      | 24   | +1 giro   | 21º     |       |

#### Non classificato
| Nº | Pilota             | Squadra         | Motocicletta    | Giri | Griglia |
| -- | ------------------ | --------------- | --------------- | ---- | ------- |
| 4  | Gianluca Vizziello | Grillini Racing | Kawasaki ZX-10R | 16   | 23º     |

#### Ritirati
| Nº | Pilota           | Squadra                  | Motocicletta      | Giri | Griglia |
| -- | ---------------- | ------------------------ | ----------------- | ---- | ------- |
| 11 | Saeed Al Sulaiti | Pedercini Racing         | Kawasaki ZX-10R   | 16   | 20º     |
| 34 | Davide Giugliano | Aruba.it Racing - Ducati | Ducati Panigale R | 12   | 3º      |
| 35 | Raffaele De Rosa | Althea BMW Racing        | BMW S1000 RR      | 12   | 18º     |
| 7  | Chaz Davies      | Aruba.it Racing - Ducati | Ducati Panigale R | 4    | 4º      |

### Gara 2

#### Arrivati al traguardo
| Pos. | Nº | Pilota               | Squadra                  | Motocicletta       | Giri | Tempo     | Griglia | Punti |
| ---- | -- | -------------------- | ------------------------ | ------------------ | ---- | --------- | ------- | ----- |
| 1º   | 66 | Tom Sykes            | Kawasaki Racing          | Kawasaki ZX-10R    | 21   | 29'35.285 | 1º      | 25    |
| 2º   | 34 | Davide Giugliano     | Aruba.it Racing - Ducati | Ducati Panigale R  | 21   | + 0.209   | 3º      | 20    |
| 3º   | 7  | Chaz Davies          | Aruba.it Racing - Ducati | Ducati Panigale R  | 21   | + 0.786   | 4º      | 16    |
| 4º   | 12 | Javier Forés         | Barni Racing             | Ducati Panigale R  | 21   | +11.379   | 5º      | 13    |
| 5º   | 69 | Nicky Hayden         | Honda World Superbike    | Honda CBR1000RR SP | 21   | +12.219   | 6º      | 11    |
| 6º   | 81 | Jordi Torres         | Althea BMW Racing        | BMW S1000 RR       | 21   | +12.465   | 7º      | 10    |
| 7º   | 60 | Michael van der Mark | Honda World Superbike    | Honda CBR1000RR SP | 21   | +13.705   | 11º     | 9     |
| 8º   | 59 | Niccolò Canepa       | Pata Yamaha              | Yamaha YZF R1      | 21   | +20.449   | 9º      | 8     |
| 9º   | 13 | Anthony West         | Pedercini Racing         | Kawasaki ZX-10R    | 21   | +29.153   | 14º     | 7     |
| 10º  | 40 | Román Ramos          | Team GoEleven            | Kawasaki ZX-10R    | 21   | +33.013   | 16º     | 6     |
| 11º  | 35 | Raffaele De Rosa     | Althea BMW Racing        | BMW S1000 RR       | 21   | +39.910   | 18º     | 5     |
| 12º  | 17 | Karel Abraham        | Milwaukee BMW            | BMW S1000 RR       | 21   | +40.059   | 17º     | 4     |
| 13º  | 9  | Dominic Schmitter    | Grillini Racing          | Kawasaki ZX-10R    | 21   | +49.211   | 19º     | 3     |
| 14º  | 22 | Alex Lowes           | Pata Yamaha              | Yamaha YZF R1      | 21   | +51.347   | 10º     | 2     |
| 15º  | 11 | Saeed Al Sulaiti     | Pedercini Racing         | Kawasaki ZX-10R    | 21   | +54.783   | 20º     | 1     |
| 16º  | 56 | Péter Sebestyén      | Team Tóth                | Yamaha YZF R1      | 21   | +1'03.249 | 22º     |       |
| 17º  | 4  | Gianluca Vizziello   | Grillini Racing          | Kawasaki ZX-10R    | 21   | +1'25.191 | 23º     |       |

#### Ritirati
| Nº | Pilota           | Squadra         | Motocicletta    | Giri | Griglia |
| -- | ---------------- | --------------- | --------------- | ---- | ------- |
| 1  | Jonathan Rea     | Kawasaki Racing | Kawasaki ZX-10R | 5    | 2º      |
| 32 | Lorenzo Savadori | IodaRacing      | Aprilia RSV4 RF | 2    | 8º      |